# Hôtel de préfecture des Hautes-Pyrénées
L'hôtel de préfecture des Hautes-Pyrénées est un bâtiment situé à Tarbes, en France. Il sert de préfecture au département des Hautes-Pyrénées.

## Localisation
L'édifice est situé dans le quartier du centre-ville à Tarbes (canton de Tarbes 3), département des Hautes-Pyrénées en région Occitanie.

## Historique
Le bâtiment est construit en 1652 comme palais épiscopal.
La préfecture est partiellement inscrite au titre des monuments historiques le 14 août 2008.

## Galerie d'images

Sélection de vues de la préfecture des Hautes-Pyrénées.
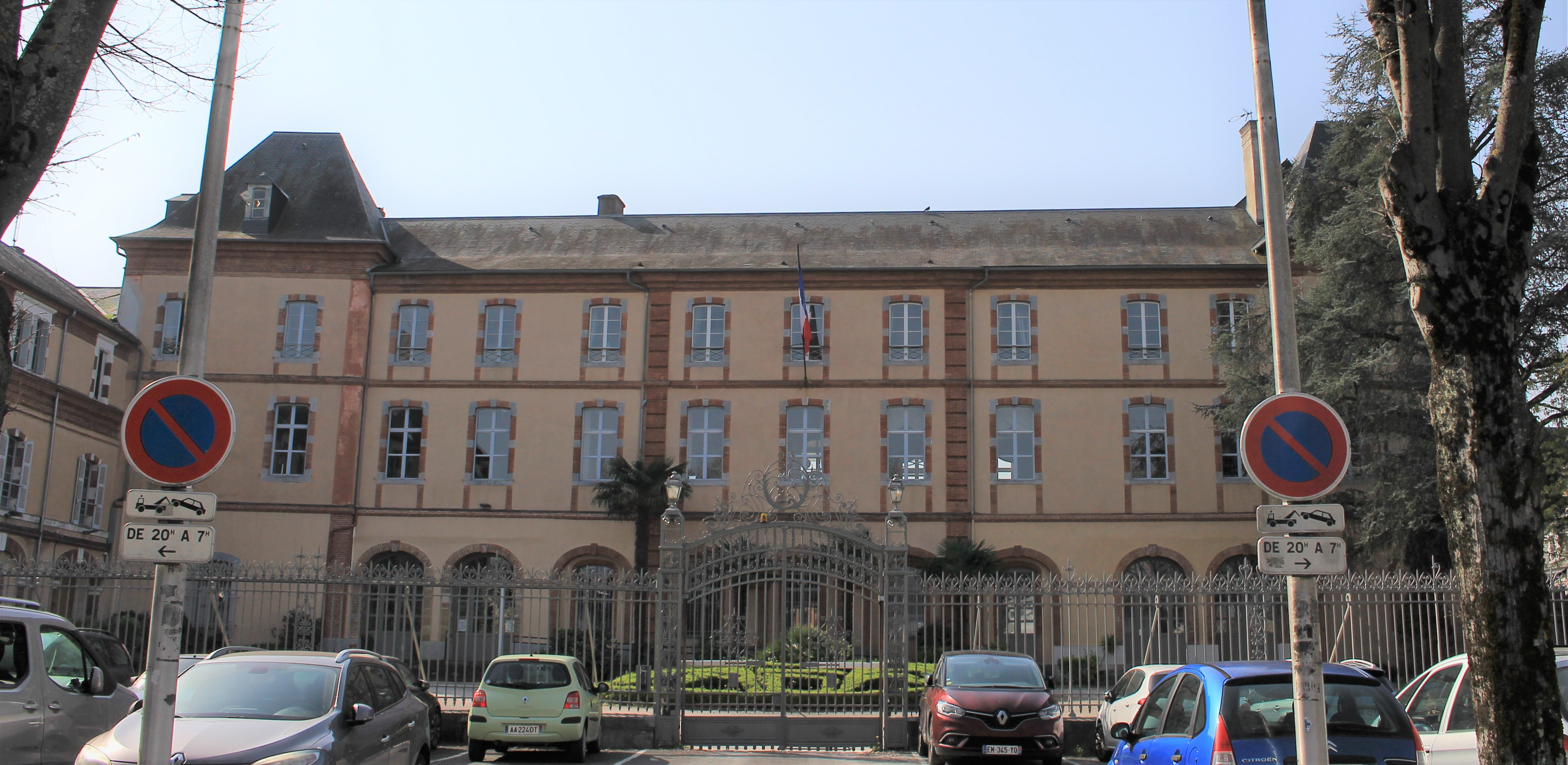
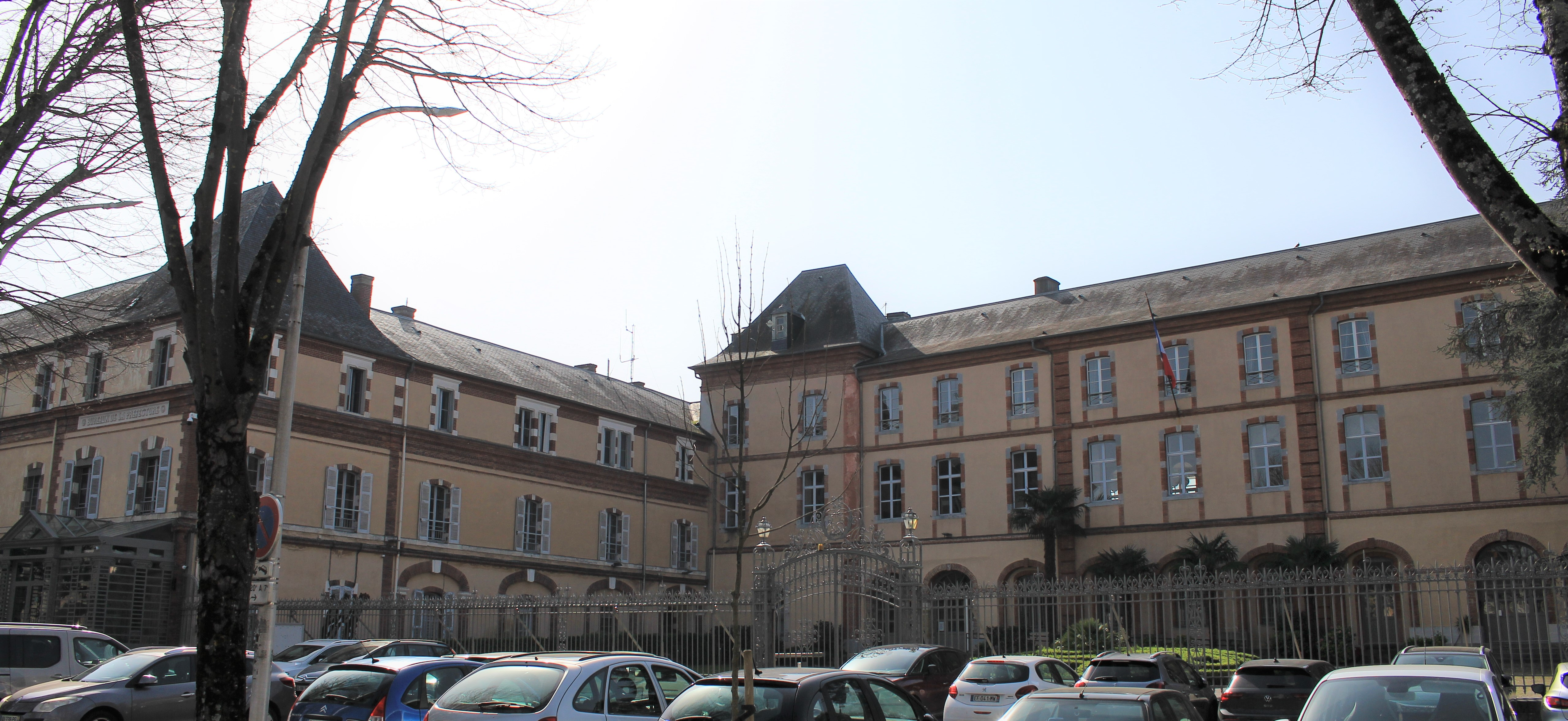